# Trichantha venusta
Trichantha venusta là một loài thực vật có hoa trong họ Tai voi. Loài này được (Standl.) Wiehler miêu tả khoa học đầu tiên năm 1975.